# Грушев (Ивано-Франковская область)
Грушев (укр. Грушів) — село в Коломыйской общине Коломыйского района Ивано-Франковской области Украины.
Население по переписи 2001 года составляло 258 человек. Занимает площадь 7,82 км². Почтовый индекс — 78285. Телефонный код — 03433.